# Mustvee (gemeente)
Mustvee (Estisch: Mustvee vald) is een gemeente in de Estische provincie Jõgevamaa. De gemeente telde 4.952 inwoners op 1 januari 2023 en heeft een oppervlakte van 615,64 vierkante kilometer. De hoofdplaats is de stad Mustvee.
Tot in 2017 bestond de gemeente alleen uit de stad Mustvee. In dat jaar werd de stadsgemeente samengevoegd met de gemeenten Avinurme, Kasepää, Lohusuu en Saare. Avinurme en Lohusuu werden daarmee overgeheveld van de provincie Ida-Virumaa naar de provincie Jõgevamaa. Bovendien werd het dorp Võtikvere in de gemeente Torma bij Mustvee gevoegd.
De stad Mustvee kreeg in 1938 stadsrechten en is de grootste plaats aan het Peipusmeer. In de gemeente wonen veel Oudgelovigen, Russen die in de 17e eeuw naar Estland vluchtten om te ontkomen aan religieuze vervolgingen. Zij hebben een geheel eigen cultuur en tradities weten te behouden.

## Samenstelling van de gemeente
De gemeente bestaat uit 56 dorpen (külad), twee wat grotere nederzettingen met de status van alevik (vlek) en één stad:
- stad: Mustvee
- vlekken: Avinurme en Lohusuu
- dorpen: Adraku, Alekere, Änniksaare, Halliku, Jaama, Jõemetsa, Kääpa, Kaasiku, Kaevussaare, Kallivere, Kalmaküla, Kärasi, Kasepää, Kiisli, Kiissa, Kõrve, Kõrvemetsa, Koseveski, Kõveriku, Kükita, Laekannu, Lepiksaare, Levala, Maardla, Maetsma, Metsaküla, Nautrasi, Ninasi, Nõmme, Odivere, Omedu, Paadenurme, Pällu, Pedassaare, Piilsi, Putu, Raadna, Raja, Ruskavere, Saarjärve, Sälliksaare, Separa, Sirguvere, Tammessaare, Tammispää, Tarakvere, Tiheda, Tuulavere, Ulvi, Vadi, Vanassaare, Vassevere, Veia, Vilusi, Voore, Võtikvere